# ファソラセタム
ファソラセタム(Fasoracetam)は、ラセタム系の研究用試薬である。スマートドラッグとしての作用を持つと考えられるが、脳血管性認知症の臨床試験では十分な効果が見られず、その後は注意欠陥・多動性障害(ADHD)の治療用途で研究された。
ネズミでは、3種類全ての代謝型グルタミン酸受容体(mGluR)に対して作動し、認知機能を改善した。経口摂取可能で、ほぼ変化のないまま尿から排出される。
日本新薬の研究者が発見し、脳血管性認知症の第III相臨床試験まで行われたが、効果が不足していたため、破棄された。
Hakon Hakonarsonが率いるフィラデルフィア小児病院の研究者がADHDの治療用途の研究を行っている。Hakonarsonは、neuroFix Therapeuticsと呼ばれる会社を立ち上げ、日本新薬の臨床データも取得して、この用途のために市場に出すことを目指した。neuroFixは2015年にMedgenicsに買収され、さらにMedgenicsは2016年にAevi Genomic Medicineと改名した。mGluRに変異を持つ思春期のADHD患者に対する臨床試験は2016年に始まった。